# أكسل أكسنسترنا
كونت إكسل جستافسن أكسنسترنا (بالسويدية: Axel Oxenstierna)‏ (1583 - 1654 م) هو سياسي سويدي. شغل منصب رئاسة الوزراء في السويد من 1612 إلى 1654 م.
لعب دورا مهما في حرب الثلاثين عاما.

## روابط خارجية
- أكسل أكسنسترنا على موقع الموسوعة البريطانية (الإنجليزية)